# Поле Бродмана 33
Поле Бродмана 33 (міжнародне скорочення BA33), також відоме як передколінне поле 33, є структурним підрозділом цитоархітектонічно визначеної поясної ділянки кори головного мозку. Це вузька смуга, розташована в передній поясній звивині, прилегла до надмозолистої звивини в глибині мозолистої борозни, біля коліна мозолистого тіла.
Цитоархітектонічно вона межує з  передньо-вентральним поясним полем 24 і надмозолистою звивиною (Бродман-1909).

## Зображення

Анімація.
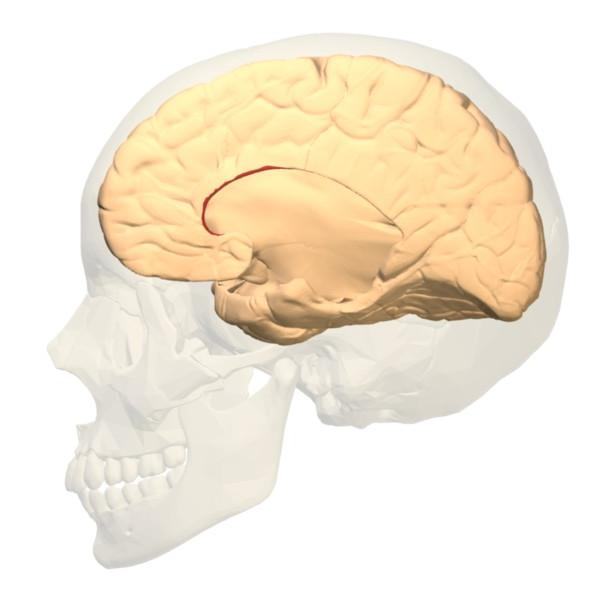
Медіальний вигляд.